# Чај у Уједињеном Краљевству
Од 18. века, Уједињено Краљевство је један од највећих светских потрошача чаја, са просечном годишњом залихама по глави становника од 19 kg (42 lb). Првобитно посматрано као пиће више класе у Европи, чај се постепено ширио по свим друштвеним класама, да би на коначно постао уобичајено пиће. И даље се сматра важним делом британског идентитета и истакнуто је обележје британске културе и друштва.
И у Уједињеном Краљевству и у Републици Ирској, мешавине и преференције за испијање чаја се разликују. Иако се обично сервира са млеком, такође је уобичајено да се пију одређене сорте црне или са лимуном. Шећер је популаран додатак било којој сорти. Популарна комбинација је свакодневни чај, као што је енглески чај за доручак, који се сервира у шољи са млеком и шећером. Сендвичи, колачи, колачи, колачи или кекси често иду уз чај, што је довело до истакнутог британског обичаја потапања кекса у чај.

## Историја
Пораст популарности чаја између 17. и 19. века имао је велике друштвене, политичке и економске импликације за Краљевину Велику Британију. Чај као намирница је дефинисао и утицао на репутацију и домаће ритуале.
Индустрија и важније конзумација чаја је пратила успон Британске империје и допринела успону индустријске револуције снабдевајући и капитал за фабрике и калорије за раднике. Такође је пример чаја показао моћ глобализације и способност да трансформише земљу и преобликује друштво.

### Историографија
Укерс тврди у All About Tea: Volume I да је чај стекао популарност у Великој Британији због репутације лековитог пића и све већег присуства у локалима у којима су се окупљали елитни мушкарци. Што се тиче популарности чаја међу женама, он укратко признаје да је принцеза Катарина од Брагансе, будућа краљица Енглеске, учинила чај модерним међу племкињама, али у великој мери његову популарност приписује његовој свеприсутности у медицинском дискурсу 17. века. У књизи Empire of Tea: The Asian Leaf that Conquered the World, аутори повезују популарност чаја са три различите друштвене групе: виртуози, трговци и елитне аристократске. Они тврде да је заједнички утицај ове три групације покренуо чај као популарно пиће у Британији.
Смит у чланку „Complications of the Commonplace: Tea, Sugar, and Imperialism“ износи другачије став. Он тврди да је чај постао популаран тек када је у пиће додат шећер и да је комбинација постала повезана са домаћим ритуалом који је указивао на респектабилност. Минц се у „The Changing Roles of Food in the Story of Consumption“ и у Sweetness and Power у извесној мери слаже са Смитом, признајући да је шећер одиграо монументалну улогу у порасту популарности чаја, али се не слаже са конекцијом коју је Смит поставио између конзумације чаја и друштвеног угледа. Док Смит тврди да је чај први пут постао популаран у кућама, Минц тврди да се чај пио током радног дана због топле слаткоће и стимулативних својстава, елаборирајући да је касније чај ушао у домове људе и постао „саставни део друштвеног ткива".

### 17. век и раније
Историја европских интеракција са чајем датира од средине 16. века. Најраније помињање чаја у европској литератури датира у делу из Венеције из 1559. Чај је касније помињан још неколико пута у разним европским земљама, али Јан Хуго ван Линшутен, холандски морепловац, први је написао штампану референцу о чају на енглеском 1598. године у својим Voyages and Travels.

Међутим, било је неколико година касније, 1615. године, догодило се најраније познато спомињање чаја од стране једног Енглеза. У писму, г. Р. Викам, агент Источноиндијске компаније стациониране у Јапану, замолио је господина Итона, који је био стациониран у тадашњем португалском Макау, у Кини, да му пошаље „a pot of the best sort of chaw“, фонетски је апроксимација chàh, речи на локалном кантонском дијалекту за чај. Још једно рано спомињање чаја појављује се у списима трговца Самјуела Пурчаса из 1625. Пурчас је описао како су Кинези конзумирали чај као прашак одређене биљке која се зове цхиа, којег стављају онолико колико може да садржи љуска ораха, у посуду од порцелана и пију га са врелом водом". Године 1637, Петер Мунди, путник и трговац који је наишао на чај у Фујиану, у Кини, написао је: chaa – само вода у којој се кува нека врста биља.
Источноиндијска компанија направила је прву наруџбу за увоз чаја 1667. свом агенту у Бантаму, који је потом послао две канистере чаја тешка 143 lb (2.290 oz) 1669. Године 1672, слуга барона Херберта у Лондону послао је у Шропшир његова упутства за прављење чаја и загревање шољица.
Најранија енглеске опрема за прављење чаја датирају из 1660-их. Мале порцеланске чиније за чај користили су модерни и повремено су се испоручивали са самим чајем.
Први фактор који је допринео порасту популарности чаја била је његова репутација као лековитог пића. Чај је први пут означио као медицинско пиће 1641. године од стране холандског лекара и директора холандске источноиндијске компаније Николас Дирк, који је писао под псеудонимом Николас Тулп; у својој књизи в, тврдио је да „ништа није упоредиво са овом биљком“ и да су они који је користе „ослобођени свих болести и достижу крајњу старост“. Дирк је ишао у велике детаље о специфичним предностима чаја, као што су лечење „главобоље, прехладе, офталмије, катара, астме, тромости стомака и цревних тегоба“. Томас Гарвеј, први енглески продавац, похвалио је медицинске предности чаја у листу објављеном 1660. под насловом „Тачан опис раста, квалитета и својства чаја од листова“. Гарвеј тврди да је „Пиће проглашено најздравијим, чува савршено здравље до дубоке старости“, као и да „чини тело активним и пожудним“, „помаже главобољу“, „уклања отежано дисање“, „јача памћење“ и „избацује инфекцију“.
Било је много више објављених радова о здравственим предностима чаја, укључујући радве Самјуела Хартлиба из 1657, Корнелиса Бонтекоа 1678, Томаса Повеја 1686 и Томаса Трајона из 1690-их; Један сатиричар тог времена је питао да ли Краљевски колеџ лекара може да расправља о томе да ли би се било који од нових егзотичних топлих напитака „слагао са уставима наших енглеских тела“. Године 1667., Пепис је приметио да његова жена пије чај по лекарском савету – „напитак за који јој господин Пелинг лончар каже да је добро за њену прехладу и дефлуксију“. Енглески филозоф Џон Лок развио је наклоност ка чају након што је провео време са холандским лекарима 1680-их. Ови људи су „виртуози“ на које говоре Елис, Колтон и Маугер: научници, филозофи и доктори који су се први заинтересовали за чај и допринели његовој раној популарности као фармацеутског производа. Међутим, као и код Диркса, неки од ових људи су можда били под утицајем индијских трговачких компанија и трговаца који су желели да створе тржиште за чај. Ипак, ови списи о уоченим здравственим предностима чаја допринели су порасту популарности пића у Енглеској.

Студија из 2022. открила је да је све већа потрошња чаја током 18. века у Енглеској имала ненамеран утицај на смањење стопе смртности, јер је довело до тога да више људи прокува воду, смањујући тако њихову рањивост на болести које се преносе водом.
 Према Елису, Колтону и Маугеру, „чај је био шест до десет пута скупљи од кафе“ 1660-их, што га је чинило скупом и луксузном робом. Велики број објављених радова о здравственим предностима чаја дошло је у време када су људи у вишим класама енглеског друштва почели да се интересују за своје здравље, додатно повећавајући његову популарност.
Године 1660, 2 lb (0,91 kg) и 2 oz (57 g) Источноиндијска компанија званично је поклонила Чарлсу II Стјуарту чај купљен од Португала. Пиће, већ уобичајено у Европи, било је омиљено код његове нове португалске невесте, Катарине од Брагансе. Увела га је у Домус Деи у Портсмуту током свог венчања са Чарлсом II 1662. и учинила га модерним међу дворским дамама као своје омиљено пиће за умереност. Конзумирање чаја Катарине од Брагансе као пића на двору, а не као лековитог пића, утицала је на његову популарност у књижевним круговима око 1685. године  Кад год се конзумирао на двору био је упадљиво изложен да би се показао.
Сходно томе, испијање чаја је постало централни аспект аристократског друштва у Енглеској до 1680-их, посебно међу женама које су га пиле током посете код куће. Навика Катарине од Брагансе да пије чај учинила је чај прихватљивим пићем и за господу и за даме. Жеља богатих дама да покажу своју луксузну робу пред другим дамама је такође повећала потражњу за чајем и учинила га популарнијим. Додатак шећера био је још један фактор који је чај учинио пожељним међу елитним слојевима друштва, јер је то била још једна луксузна роба која је већ добро успостављена међу вишим класама.

### 18. век
Док је чај полако постајао све чешће присутан у понуди кафића током друге половине 17. века, прва продавница чаја у Лондону није отворена све до раног 18. века. За прву продавницу чаја Томаса Твининга се тврдило да је отворена 1706. године, где се налази на адреси 216 Странд, Лондон; међутим, 1717. је такође навођена као датум за прву продавницу чаја. Између најранијих помена чаја у Британији и његове широке популарности нешто више од једног века касније, многи фактори су допринели помами за овом раније непознатом страном робом.
Чај не би постао главни британски производ да није било повећања његове понуде које га је учинило доступнијим. Између 1720. и 1750. године, увоз чаја у Британију преко Источноиндијске компаније повећао се више него четири пута.  До 1766. извоз из Кантона износио је 2,7 милиона килограма на британским бродовима, у поређењу са 4,5 на холандским бродовима, 2,4 на шведским, 2,1 на француским. Формиране су праве „чајне флоте“. Чај је био посебно занимљив атлантском свету, не само због лакоће узгоја културе, већ и због лакоће припреме и медицинских предности.
Када је чај први пут уведен у Британију, Источноиндијска компанија није директно трговала са Кином. Трговци су се ослањали на увоз чаја из Холандије. Пошто је чај био веома скуп и тежак за набавку, за њим је било врло мало потражње, осим међу елитом која је могла да га приушти и правила је посебне наруџбине. Тек после 1700. Источноиндијска компанија је почела редовно да тргује са Кином и поручила чај за извоз, али не у великим количинама. Смит тврди да је трговина чајем заправо била нуспојава трговине свилом и текстилом, најпожељније кинеске робе тог времена. Међутим, 1720. године парламент је забранио увоз готовог азијског текстила, а трговци су уместо тога почели да се фокусирају на чај. Овај нови фокус означио је прекретницу за британску трговину чајем и разлог зашто је чај постао популарнији од кафе. Када се источноиндијска компанија фокусирала на чај као свој главни увоз, чај је убрзо постигао стабилност цена. Насупрот томе, цена кафе је остала непредвидива и висока, што је омогућило да чај добија на популарности пре него што је кафа постала доступнија. Штавише, растућа потражња за чајем и шећером лако је била задовољена повећаном понудом како је индустрија чаја расла у Индији, што је спречило нагло повећање цена које би обесхрабрило људе да га купују.
Због употребе чинија за чај, испијање чаја је подстакло потрагу за прављењем копија кинеског порцелана у Европи. То је први пут успешно произведено у Британији у фабрици порцелана у Челзију, основаној око 1743–1745.
До 1770-их, сав чај из страних земаља су прво увозили и куповали лондонски велетрговци или трговци пре него што би их извозили. Међутим, порези на увоз чаја у Британију били су веома високи, што је резултирало кријумчарењем чаја у Европу у значајним количинама, што је представљало важан аспект трговине чајем. историчари  је открио да је, што се тиче британске трговине чајем пре 1784, процењена количина прокријумчареног чаја била отприлике 3,4 милиона килограма годишње, иако неки верују да је износ између 1,8 и 2,7 милиона килограма. Суочен са таквим нивоом кријумчарења и незарађених пореских прихода, британски парламент је 1784. године донео законску одредбу, ефектно смањивши порезе на чај са 119 процената на 12,5 процената, чиме је практично окончана пракса кријумчарења. Резултирајуће смањење цена чаја омогућило је већој популацији да га купи, чиме се његова употреба проширила на шире друштвене класе.
Крајем 1770-их, власник Чарлстонске плантаже чаја извезао је биљке кинеског чаја на своју фарму у Чарлстону, Јужна Каролина, са намером да производи низ врста чаја, укључујући зелени чај, црни чај и улонг чај, што је била успешна стратегија и резултирало је значајном продајом Британцима.

#### Коришћење млека и шећера
Иако је чај стицао популарност почетком 18. века, додавање шећера је помогло даљем порасту популарности, пошто су Британци почели да додају шећер у чај између 1685. и раног 18. века. У то време, шећер се већ користио за побољшање укуса друге хране међу вишим слојевима и имао је репутацију луксузне робе. Пошто су и чај и шећер имали статусне импликације, имало је смисла пити их заједно, а раст увоза чаја паралелан је са растом шећера у 18. веку, који је и сам био у процвату због раста шећера. плантаже у Америци.
Међутим, виши слојеви Британије почели су више да брину о свом здрављу, а почев од касног 17. века почела је да кружи литература у којој је навођено да је шећер лош по здравље. Додавање шећера у чај се, међутим, сматрало прихватљивим начином за конзумирање шећера, јер је сугерисало да „човек има самоконтролу да конзумира шећер на здрав начин“. Шећер је такође маскирао горчину чаја, и учинио га пожељнијим за пиће; како је понуда и чаја и шећера расла током раног 18. века, комбинација ова два производа постала је шире распрострањена и повећала је популарност и потражњу за оба производа. Црни чај је престигао зелени чај у популарности 1720-их када је постало уобичајено да се и шећер и млеко додају у чај, пракса која потиче изван Кине.

#### Популарност међу средњом класом
Када је 1731. написана популарна енглеска патриотска балада „The Roast Beef of Old England"“, у њој је чај (као и кафа) приказан као страни и неенглески, уз напомену да су чај и кафа били реткост за време власти Елизабете I.
Пошто је чај почео у Британији као луксуз за више класе, током 18. века имао је репутацију робе високе класе; међутим, како су цене полако падале, све више људи на средњим нивоима друштва имало је приступ томе. Сходно томе, испијање чаја постало је повезано са респектабилношћу међу напреднијим људима средње класе. Када су људи пили чај, од њих се очекивало да поседују одређене манире и да се понашају на одређени начин. Убрзо је испијање чаја постало домаћи ритуал међу породицама, колегама и пријатељима који су били довољно богати да га приуште, што је такође повећало потражњу. Веза између чаја и респектабилности постала је толико укорењена и у британској и у ирској култури да је достигла тачку у којој није могла да изађе из моде. Пијење чаја међу овим групама је такође убрзо сматрано патриотским.
Пошто је Источноиндијска компанија имала монопол над индустријом чаја у Британији, чај је постао популарнији од кафе, чоколаде и алкохола. Чај се сматрао инхерентно британским, а британска влада је охрабривала потрошњу због прихода добијеног од опорезивања трговине чајем. За разлику од кафе и чоколаде, које су долазиле из колонија британских ривала у разним регионима света, чај се производио у једној великој британској колонији и служио је као средство профита и колонијалне моћи. Минц чак тврди да је комбинација ритуализације и повећане производње у британским колонијама начин на који је чај постао инхерентно британски.
Само два века након првог појављивања чаја у британском друштву као напитка за аристократе, чај је постао толико популаран и доступан да су га они на апсолутном дну друштвене хијерархије конзумирали као напитак по свом избору. У овом тренутку чај је постао универзалан међу свим нивоима друштва. Фернанд Бродел је упитао: „Да ли је тачно рећи да је ново пиће заменило џин у Енглеској? ”

### 19. век

#### Усвајање од стране радничке класе
До 19. века, чај се убрзо се сматрао свакодневном потребом међу сиромашним радницима. Према шкотском историчару Дејвиду Макферсону, чај је постао јефтинији од пива до почетка 19. века. Штавише, шећер је у то време постао изузетно јефтин и готово увек се трошио шећер са чајем. Иако је цена кафе до тада пала, чај је био омиљено пиће јер је, за разлику од кафе, и даље био доброг укуса када је разблажен, што је често начин на који су га сиромашни конзумирали да би уштедели новац.
Чај је имао и друге привлачне особине. Испијање топлог, слатког напитка помогло је да се оброци нижих класа, који су се углавном састојали од сувог хлеба и сира, лакше слегну. Топао напитак је био посебно привлачан с обзиром на британску хладну и влажну климу. Поред тога, чај је помогао да се ублаже неке од последица индустријске урбанизације, јер је за испијање чаја било потребно прокувати воду, убијајући тако болести које се преносе водом као што су дизентерија, колера и тифус.
Међутим, сиромашни су конзумирали чај сасвим другачије од ритуала који су усвојили виши слојеви. Према Минцу, „испијање чаја међу сиромашнима је вероватно почело у вези са послом, а не у кући“. Радници су кували чај на отвореном и са собом носили опрему за чај на посао, за разлику од приватног, кућног ритуала који је раније пратио испијање чаја. Поподневни чај је вероватно постао начин да се повећа број сати које радници могу да раде; стимуланси у чају, праћени повећањем калорија из шећера и пратећих грицкалица, дали би радницима енергију да заврше посао.

#### Узгој у Индији
Популарност чаја довела је до потајног извоза листића, малог изданка за садњу или гранчица за калемљење на биљке чаја, из Кине у Британску Индију и комерцијално узгајање, почевши од 1840. Између 1872. и 1884. године, снабдевање Британског царства чајем се повећало, са ширењем железнице на исток. Потражња, међутим, није била пропорционална, што је довело до раста цена. Ипак, почевши од 1884. године, иновације у припреми чаја довеле су до пада цене чаја, која је остала релативно ниска током прве половине 20. века. Убрзо након тога, Лондон је постао центар међународне трговине чајем.  Уз висок увоз чаја дошло је и до великог повећања потражње за порцеланом. Потражња за шољицама, лонцима и посуђем се такође повећала.

### Данас
DataMonitor је 2003. известио да редовно пијење чаја у Уједињеном Краљевству опада.  У Британији је дошло до пада од 10,25% у куповини обичних врећица чаја између 1997. и 2002.  Продаја млевене кафе је такође опала у истом периоду.  Британци су уместо тога пили напитке који су добри за здравље, попут воћних или биљних чајева, чија се потрошња повећала за 50% од 1997. до 2002. године. Још једна неочекивана статистика је да је продаја чаја и кафе без кофеина опала брже од продаје уобичајених сорти током овог периода. Пад продаје чаја праћен је повећањем продаје еспреса.  Ипак, чај остаје изузетно популарно пиће и још увек је укорењен у британској култури и друштву.
Британски радници, по закону, имају право на минималну паузу од двадесет минута у смени од шест сати; владине смернице описују ово као „паузу за чај или ручак”. Када се пије ујутру, ово се неформално може назвати једанаест, служи се око 11 a.m. Шоља грађевинског чаја је уобичајено пиће које се конзумира током радног дана.
Чај није само назив напитка већ и лаког оброка. Ана Марија, војвоткиња од Бедфорда, заслужна је за стварање овог концепта, око 1840. Појам колача или лаганог оброка уз чај прешао је у чајџинице или чајанке. У западној земљи специјалитет су крем чајеви: колачи, кремасти крем и џем прате пиће. Поподневни чај, у савременој британској употреби, обично означава посебну прилику, можда у хотелској трпезарији, уз слане грицкалице ( сендвичи са чајем) као и мала слатка пецива. Познато је да краљица Викторија уживала у бисквиту уз поподневни чај – након што је Алфред Бирд 1843. пронашао прашак за пециво који је омогућио да се сунђер подигне више у колачима, створена је торта Викторијин сунђер, названа по краљици.
Друштвени догађај за заједничко уживање у чају, обично у приватној кући, је чајанка.
Чај или пољски чај се такође може односити на слани, топли, рани вечерњи оброк. Ова употреба је уобичајена у радничкој британској класи и у Северној Енглеској, Велсу, Шкотској и Северној Ирској. Такође се практикује у Ирској и Аустралији.
У Уједињеном Краљевству, велики број варијанти растреситог чаја који се продавао у пакетима од 1940-их до 1980-их садржавао је илустроване картице, сличице, које су махом сакупљала деца.

## Правилно испијање чаја
Британци такође имају мишљење о правилном начину на који се пије чај када се користи шоља и тањир. Историјски гледано, током 1770-их и 1780-их, било је модерно пити чај из тањира. Тањири су били дубљи него што је то тренутна мода, па стога и сличнији чинијама попут кинеских. Ако неко седи за столом, исправан начин да се пије чај је да подигнете само шољицу чаја и вратите је у тањир између гутљаја. Када стојите или седите у столици без стола, тањир за чај се држи повученом руком, а шоља за чај у доминантној руци. Када се не користи, шоља се враћа на тањир за чај и држи у крилу или у висини струка. У оба случаја, шољу за чај никада не треба држати или махати у ваздуху. Прсти треба да буду увијени према унутра; упркос популарном веровању у Сједињеним Америчким Државама, ниједан прст не би требало да се протеже даље од дршке шоље.

## Чајне собе
Чајне собе или чајџинице су резултат забринутости у друштву око конзумације алкохола од стране радничке класе. Од 1830-их година отварају се многи нови кафићи и кафане, као место за дружење које није било кафана или гостионица.
Године 1864, Aerated Bread Company отворила је прва од онога што ће постати познато као A.B.C. Tea Shops. Идеја је потекла од лондонске „менаџерке“ у АБЦ „која је бесплатно служила чај и грицкалице купцима свих класа, [и] добила дозволу да постави комерцијалну јавну чајну собу у просторијама“. До 1923. године, A.B.C. чајџинице су имале 250 филијала, које су биле друге након J. Lyons and Co. Lyons Corner Houses које су покренуте 1894. и убрзо постале водећи ланац чајџиница.
Чајџинице су такође биле значајне јер су биле место где су жене у викторијанско доба могле да једу без мушке пратње, без ризика по своју репутацију. Роџер Фулфорд тврди да су чајанке користиле женама јер су ови неутрални јавни простори били кључни у „ширењу независности“ жена и њиховој борби за гласање. Пол Кристал карактерише чајанке као „популарне и модерне, посебно међу женама“, пружајући им достојанствено и безбедно место за састанке, јело и стратегију политичких кампања.
Постоји дуга традиција чајних соба у хотелима у Лондону . На пример, Хотел Brown's служи чај већ више од 170 година. Од 1880-их, фини хотели и у Уједињеном Краљевству и у САД-у су имали чајне собе и чајне дворане, а до 1910. су почели да одржавају поподневне чајне плесове, када су такви плесови били веома популарни.
Чајне собе различитих врста биле су широко распрострањене у Британији до 1950-их, али у наредним деценијама кафићи су постали модернији, а чајне собе су постале мање уобичајене. Ипак, још увек постоји много места која нуде прилику да уживате у поподневном чају, луксузном лаганом оброку са сланим грицкалицама (сендвичи са чајем) и малим пецивима. Мање формална алтернатива је крем чај, посебно популаран у западној земљи, са погачом са џемом и кремастом кремом. Постоји много регионалних варијација. У Шкотској, на пример, чајеви се обично служе уз погачице, палачинке, торте и друго.